# Vîșci Vovkivți, Hmelnîțkîi
Vîșci Vovkivți (în ucraineană Вищі Вовківці) este un sat în comuna Rozsoșa din raionul Hmelnîțkîi, regiunea Hmelnîțkîi, Ucraina.

## Demografie
Componența lingvistică a localității Vîșci Vovkivți
     Ucraineană (99,04%)
     Alte limbi (0,96%)
Conform recensământului din 2001, majoritatea populației localității Vîșci Vovkivți era vorbitoare de ucraineană (99,04%), existând în minoritate și vorbitori de alte limbi.